# Sarcinodes luzonensis
Sarcinodes luzonensis là một loài bướm đêm trong họ Geometridae.